# Ptolémée XV
Pour les articles homonymes, voir Ptolémée (homonymie).
Ptolémée XV Philopator Philometor Caesar (Πτολεμαῖος ΙΕʹ Φιλοπάτωρ Φιλομήτωρ Καῖσαρ), dit « Césarion » (Καισαρίων / Kaisaríōn, littéralement « petit César » ; en latin : Caesariō), est le fils de Cléopâtre VII et, probablement, de Jules César. Né en 47,, ou 44 av. J.-C.,,, il gouverne l'Égypte avec sa mère Cléopâtre et meurt assassiné lorsqu'il a une quinzaine d'années.

## Biographie
Ptolémée XV Césarion est né en 47 ou 44 avant J.-C. de la liaison de Jules César et de Cléopâtre VII. Il ne fut appelé Ptolémée XV qu'après la disparition de son oncle Ptolémée XIV en 44 avant notre ère. Il gouverne l'Égypte avec sa mère.
Césarion est assassiné très jeune sur ordre d'Octave, futur premier empereur de Rome, en même temps qu'Antyllus, son « faux frère » et ami, fils de Marc Antoine et Fulvie. Césarion apparaissait en effet, à tort ou à raison, comme étant le seul fils biologique de Jules César (Octave était son petit-neveu et fils adoptif), il constituait donc un dangereux rival politique.
Selon Appien et Pausanias, les demi-frères de Césarion, Alexandre Hélios et Ptolémée Philadelphe, sont élevés avec Cléopâtre Séléné par Octavie, sœur d'Octave, ex-épouse de Marc Antoine et mère de leurs deux demi-sœurs Antonia l'Aînée et Antonia la Jeune. Ils vivent ensuite quelque temps avec leur sœur et son époux Juba II avant que l'on perde leur trace.
Avec Césarion disparaît la dynastie lagide, dernière dynastie pharaonique, l'Égypte étant ensuite directement administrée par Rome.
La redécouverte de cette période faste de l'Égypte pharaonique ne se fit qu'après l'expédition d'Égypte de Bonaparte, accompagné de nombreux scientifiques et archéologues en 1798.

## Représentations
Ptolémée XV apparaît de manière codifiée sur un relief du temple d'Hathor situé à Dendérah, devant sa mère Cléopâtre, avec la même taille qu'elle, alors qu'il n'est qu'un enfant.
Des monnaies, notamment celle frappées à Ashkelon, le représentent.
Une statue exposée au musée de l'Éphèbe au Cap d'Agde, le représenterait.

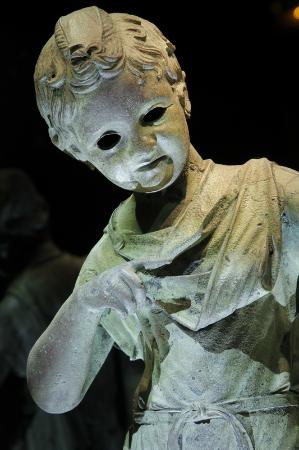
Statue en bronze, effigie présumée de Césarion. Musée de l'Éphèbe, le Cap d'Agde.
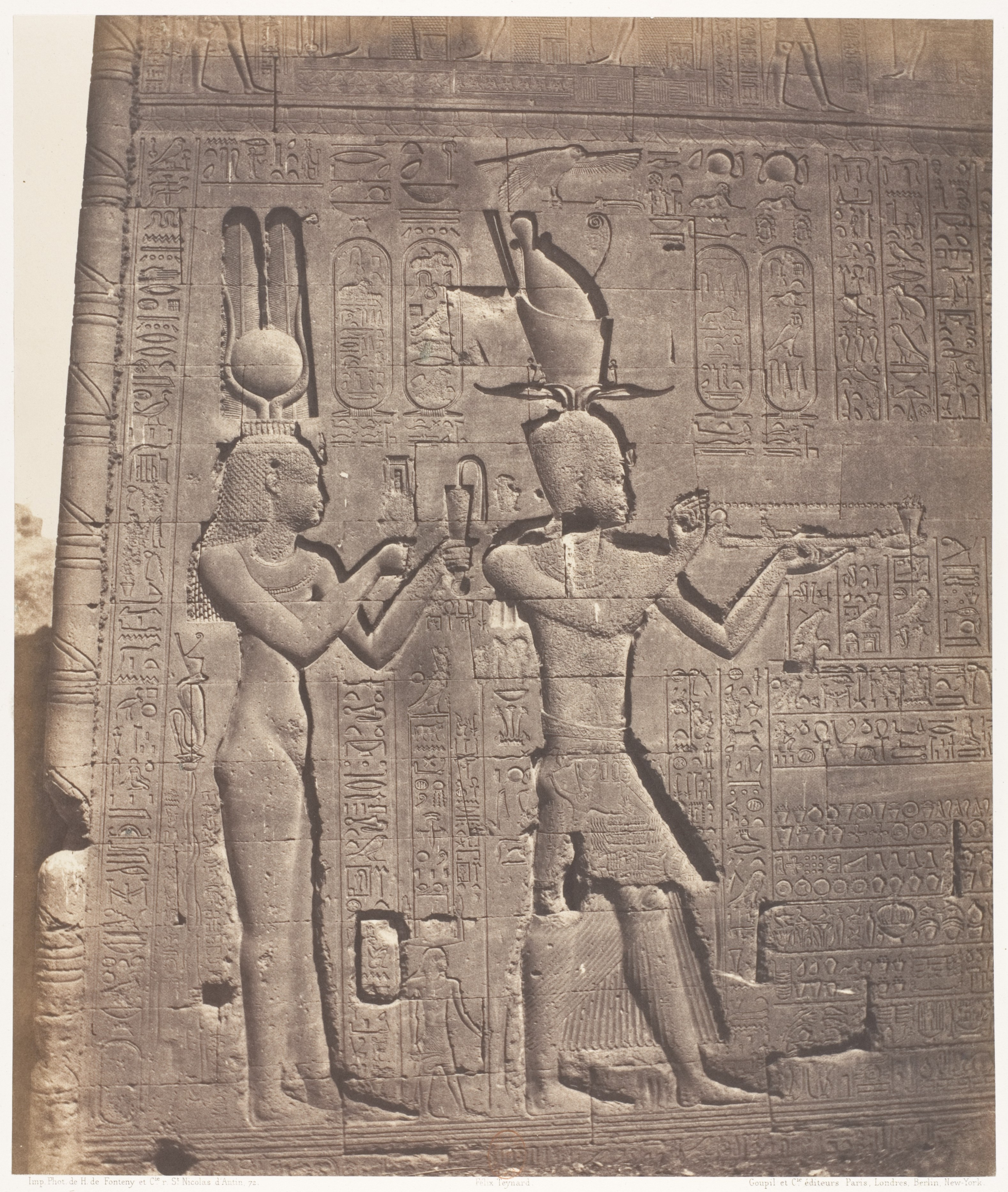
Ptolémée XV devant sa mère Cléopâtre VII Théa Philopator (Dendérah).

## Fiction

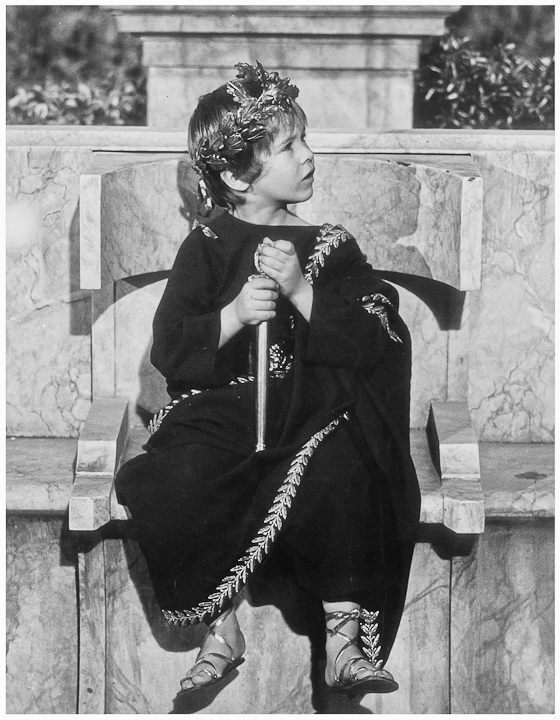
Loris Loddi joue Césarion dans le film Cléopâtre, réalisé par Joseph L. Mankiewicz (1963).

- Dans la bande dessinée Le Fils d'Astérix, Césarion est un petit enfant blond recherché par Brutus. À la fin de l'album, les auteurs disent qu’il règnera sous le nom de Ptolémée XVI.
- Dans la bande dessinée Alix Senator Le Dernier Pharaon, Césarion se présente comme « César Ptolémée XV héritier légitime du pouvoir romain et du trône d'Égypte »[7].
- Dans le manga Im : great priest Imhotep de Makoto Morishita, Césarion est le fils de Cléopâtre et de Jules César.
- Césarion est interprété par Max Baldry dans la série télévisée Rome (2005). Césarion est le fils biologique de Titus Pullo qui l'a conçu avec Cléopâtre quelques jours avant sa rencontre avec Jules César.
- Césarion apparaît plusieurs fois à différents âges dans les deux parties du film Cléopâtre de Joseph Mankiewicz (1963).
- Césarion est l'un des personnages du roman historique Les enfants d'Alexandrie : la reine oubliée de Françoise Chandernagor (2011).
- Césarion a un rôle dans le tome 4 de la saison 2 de la série Le Manoir : Le phare des brumes[8] d'Évelyne Brisou-Pellen.
- Le titre Kaisarion du groupe de metal suédois Ghost est une référence à Ptolémée XV. L'album Impera (2022) dont est extrait ce titre a pour thématique la chute des empires.